# Trinidad och Tobago i olympiska vinterspelen 1998
Trinidad och Tobago deltog med två deltagare vid de olympiska vinterspelen 1998 i Nagano. Ingen av landets deltagare erövrade någon medalj.